# Nicolas-Joseph Maison
Nicolas-Joseph Maison [nikola žozef mézon] (13. prosince 1771, Épinay u Saint-Denis – 13. února 1840, Paříž) byl francouzský generál, maršál Francie a státník – ministr zahraničí a války.

## Život
Maison vstoupil roku 1792 do armády, roku 1796 se stal velitelem praporu, 1799 generálním pobočníkem ministra války Bernadotta a 1802 vojenským velitelem departementu Tanaro. Roku 1805 získal bývalý klášter Langwaden včetně rozsáhlých pozemků v Porýní. Ve válce roku 1806 proti Prusku bojoval jako brigádní generál, pronásledoval pod Bernadottem po bitvě u Jeny Blüchera do Lübecku, bojoval roku 1808 ve Španělsku pod generálem Victorem, vedl rozhodující útok ve vítězné bitvě u Espinosa de los Monteros (10. listopad 1808), ale při obsazování Madridu byl těžce raněn.
Roku 1812 jej Napoleon I. jmenoval po bitvě u Polocku divizním generálem a na bitevním poli na břehu Bereziny mu udělil titul barona. Na místě raněného Oudinota pověřen velením 2. sboru, kryl Maison ústup francouzské armády za Vislu, stejně tak velel zadnímu voji při ústupu od Kačavy a poté bojoval u Lipska, kde byl opět těžce raněn. Napoleon jej povýšil do hraběcího stavu a jmenoval velkodůstojníkem Čestné legie. Roku 1814 bránil Belgii proti postupujícím spojencům od severu.
Po abdikaci Napoleona se Maison podřídil Ludvíkovi XVIII., který jej jmenoval rytířem Řádu svatého Ludvíka a krátce poté velitelem pařížské posádky. Po útěku Napoleona z Elby obdržel Maison velení královské armády shromažďující se v Paříži. Když však vojsko přešlo na stranu Napoleona, utekl Maison k Ludvíkovi XVIII. do Gentu. Po restauraci jej Ludvík XVIII. pověřil velením 1. divize. Byl jmenován členem tribunálu, který soudil maršála Neye, odmítl v něm však zasednout, za což byl odsunut na místo velitele 8. divize v Marseille. Roku 1817 byl jmenován markýzem a pairem a v komoře byl znám svou nezávislostí. Roku 1828 velel francouzské expedici do Řecka a přinutil Ibrahima Pašu k odplutí od břehu Peloponésu. Roku 1829 se vrátil do Francie a obdržel maršálskou hůl.
Při Červencové revoluci v roce 1830 se přiklonil k orleánské straně a od 2. listopadu 1830 vedl dva týdny ministerstvo zahraničí, pak byl jmenován vyslancem ve Vídni a roku 1833 v Sankt Petěrburgu. Od konce dubna 1835 do září 1836 byl francouzským ministrem války. Poté se zcela stáhl do soukromí a 13. února 1840 zemřel v Paříži.